# Aphnaeus fontainei
Aphnaeus fontainei är en fjärilsart som beskrevs av Berger 1953. Aphnaeus fontainei ingår i släktet Aphnaeus och familjen juvelvingar. Inga underarter finns listade i Catalogue of Life.